# 田辺俊彦
田辺 俊彦（たなべ としひこ、1937年（昭和12年）5月23日 - 1991年（平成3年）1月14日）は、日本の通産官僚。中小企業庁次長。千葉県旭市出身。

## 来歴・人物
都立日比谷高校を経て東京大学に入学（慶應義塾大学医学部にも合格するが、入学辞退）。1962年（昭和37年）に同大学経済学部を卒業し、通商産業省入省。同期に堤富男（通産次官）、坂本吉弘（通産審議官）、坂本春生（札幌通産局長）、関収（中小企業庁長官、住友電工副社長）、田守榮一（大臣官房審議官、国際経済交流財団副会長）、柴田幹夫（京大経卒、日本商品先物取引協会副会長）、林昭彦（日本軽金属専務）など。
1982年（昭和57年）産業政策局産業構造課長、1983年（昭和58年）機械情報産業局産業機械課長、1985年（昭和60年）資源エネルギー庁石油部門計画課長、1986年（昭和61年）通産省官房会計課長、1987年（昭和62年）中小企業庁計画部長、1988年（昭和63年）通産省官房審議官などを経て、1989年（平成元年）7月、中小企業庁次長に就任。その後、病魔に襲われ闘病生活に入る。1990年（平成2年）6月、通産省官房付け。1991年（平成3年）1月14日、肝不全のため死去した。53歳。
佐高信著『官僚たちの志と死』･「通産省の殉職者」に川原英之らと共にその姿が描かれている。アラビア方面で若くして亡くなった昭和39年組の次官候補のうちの一人であった糟谷晃なども含め、不慣れな地への派遣、食生活や仕事上の激務などの面でのストレスも大きく、霞が関においては健康面での予防医学的発想が特に遅れていることも描写されている。